# Лимерикский совет
Ли́мерикский сове́т (ирл. Sóivéid Luimnigh, англ. Limerick Soviet) — самопровозглашённая советская республика на юго-западе Ирландии, существовавшая 15—27 апреля 1919 года в Лимерике.

## Предыстория

Блокпост британских войск на мосту Томонд. Апрель 1919 г.

На волне антимонархических национально-освободительных движений в Европе начала XX века и особенно в связи с революциями 1917—1923 годов началась борьба ирландского народа за свою независимость от Великобритании. Началась она с Пасхального восстания в Дублине (1916) под руководством Джеймса Конолли, когда была впервые провозглашена Ирландская республика. В 1919 году была основана Ирландская республиканская армия, которая активно участвовала в гражданской войне в Ирландии (1919—1921), закончившейся подписанием мирного договора между Великобританией и Ирландией. Ирландия получила статус доминиона (так называемое Ирландское Свободное государство).
В январе 1919 года английские власти арестовали Роберта Бирна, члена профсоюза телефонистов, и приговорили его к году тюрьмы за хранение оружия. В тюрьме Роберт Бирн объявил голодовку, вокруг его дела поднялся шум, и Бирна переместили в больницу, откуда его неудачно пытались освободить бойцы ИРА. В ходе освобождения Бирн погиб.
Похороны погибших сопровождались большой демонстрацией и массовыми беспорядками. Английские власти объявили город специальной военной зоной. Въезд и выезд был разрешён только по пропускам, при том, что Лимерик — промышленный город, а рабочие поселки — за городской чертой.

## Лимерикский совет

Члены Лимерикского забастовочного комитета

9 апреля было издано постановление английских властей, а 14 апреля Совет профсоюзов Лимерика объявил в ответ всеобщую забастовку. Во всём графстве замерла жизнь. Рабочие требовали провозглашения Советской республики и, так как военные ограничения били по обеим сторонам, работодатели решительно поддержали акцию протеста.

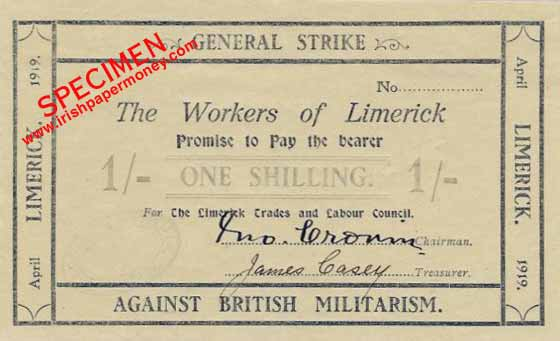
Денежная купюра, напечатанная Лимерикским советом профсоюзов в 1919 году.

В результате 15 апреля 1919 года забастовочный комитет был наделён всеми соответствующими полномочиями и начал организацию распределения продуктов первой необходимости, стал регулировать цены на продукты питания, печатал собственные деньги и газеты, в которых призывал к всеобщей национальной забастовке.
Видя безвыходность сложившейся ситуации, английское правительство пошло на уступки: оно предложило снять все ограничения в обмен на прекращение забастовки. Стачком, после некоторых колебаний, ввиду отсутствия всеобщей национальной забастовки, согласился и 27 апреля 1919 года заявил о прекращении забастовки.

## Дальнейшие события
Вслед за провозглашением Ирландского Свободного государства 12 января 1922 года Лиам О'Флаэрти и группа коммунистов 18 января организовали восстание в Дублине. Они занимали городскую ратушу и вывесили красный флаг, призывая к революции. Однако, не будучи поддержанной даже левым крылом ИРА, Коммунистическая республика Ирландия 22 января растворилась в Ирландском Свободном государстве.